# جايسون جاكسون
جايسون جاكسون (بالإنجليزية: Jason Jackson)‏ هو صحفي أمريكي، ولد في 12 مايو 1972.